# トランス・ブラジル航空303便墜落事故
トランス・ブラジル航空303便墜落事故（トランスブラジルこうくうさんびゃくさんびんついらくじこ）とは、1980年4月12日夜にブラジルの国内線の旅客機によって引き起こされた航空事故である。

## 経緯
トランス・ブラジル航空303便は、ブラジルの首都サンパウロのコンゴーニャス空港を離陸してフロリアノーポリスのエルシリオ・ルス国際空港へと向かった。
しかしエルシリオ・ルス国際空港への進入中に事故を起こした。空港への進入路を誤って20時38分に空港から約24キロメートルの所にある丘に激突して修理不能なほどに大破した。当時は夜間で激しい雷雨であった。事故機は1966年7月1日に就航したボーイング727であった。

## 原因と顛末
事故当時は夜間で激しい雷雨と気象条件は悪かった。ただ事故原因はパイロットエラーであったと見られている。事故機には乗員8名と乗客50名が搭乗していた。しかし生き残ったのは3名のみであり、3名とも負傷していた。